# 1984 aux échecs
| Années des échecs : 1981 - 1982 - 1983 - 1984 - 1985 - 1986 - 1987    |
| Décennies des échecs : 1950 - 1960 - 1970 - 1980 - 1990 - 2000 - 2010 |

Cet article présente les faits marquants de l'année 1984 aux échecs.

## Événements majeurs
- Au 1er juillet 1984, Garry Kasparov est le numéro un mondial avec 2 715 points Elo, le classement d'Anatoli Karpov ne s'établissant qu'à 2 705[1].
- Le Championnat du monde d'échecs opposant le tenant du titre Anatoli Karpov à son challengeur Garry Kasparov voit le premier mener cinq victoires à zéro après vingt-sept parties. Il ne lui manque plus qu'un point pour conserver son titre, mais Kasparov remporte une victoire à la trente-deuxième partie, suivie d'un marathon de parties nulles. Après deux nouvelles victoires de Kasparov, le match est annulé et Karpov conserve son titre jusqu'en 1985, où un nouveau match est tenu.
- Maia Tchibourdanidze conserve son titre de championne du monde face à Irina Levitina.
- L'URSS remporte le deuxième Match URSS - Reste du monde.

## Championnats nationaux
- Argentine : Gerardo Barbero remporte le championnat[2],[3]. Chez les femmes, Virginia Justo s’impose.
- Autriche : Pas de championnat[4]. Chez les femmes, Helene Mira s’impose[5].
- Belgique : Michel Jadoul remporte le championnat[6]. Chez les femmes, Simonne Peeters s’impose[7].
- Brésil: Gilberto Milos remporte le championnat[8]. Chez les femmes, c’est Regina Lùcia Ribeiro qui s’impose.
- Canada : Kevin Spraggett remporte le championnat[9]. Chez les femmes, Nava Shterenberg s’impose[10].
- Chine :  Ye Jiangchuan remporte le championnat[11]. Chez les femmes, Liu Shilan s’impose.
- Écosse : Craig SM Thomson remporte le championnat [12].
- Espagne : Angel Martin remporte le championnat[13]. Chez les femmes, c’est Nieves Garcia qui s’impose[14].
- États-Unis : Lev Alburt  remporte le championnat[15]. Chez les femmes, Diane Savereide s’impose[16].
- Finlande: Antti Pyhälä remporte le championnat[17].
- France : Jean-Luc Seret remporte le championnat [18]. Chez les femmes, Kientzler s’impose[19].
- Guatemala : Carlos Armando Juárez[20]
- Inde : Praveen Thipsay remporte le championnat[21].
- Iran : Pas de championnat[22].

- Pays-Bas : John van der Wiel remporte le championnat[23]. Chez les femmes, ce sont Carla Bruinenberg et Heleen de Greef[23] qui s’imposent.
- Pologne : Aleksander Sznapik remporte le championnat[24].
- Royaume-Uni : Nigel Short remporte le championnat[25].

- Suisse : Viktor Kortschnoï remporte le championnat [26]. Chez les dames, c’est Tatjana Lematschko qui s’impose[27].
- RSS d'Ukraine : Mikhaïl Gourevitch remporte le championnat[28],[29], dans le cadre de l’U.R.S.S.. Chez les femmes, Natalia Ruchieva s’impose[30].
- République fédérative socialiste de Yougoslavie : Predrag Nikolić remporte le championnat[31],[32]. Chez les femmes, Marija Petrović s’impose.

## Divers
- Le second match URSS-Reste du monde est remporté par l'URSS, représentée notamment par Karpov et Kasparov, sur le score de 21 à 19.
- Sans Karpov ni Kasparov, retenus à Moscou par leur championnat du monde, l'URSS remporte les 26e olympiades organisées à Thessalonique, en Grèce, devant l'Angleterre. Les États-Unis ne sont que troisièmes, ce qui crée une petite surprise.
- Sortie du film franco-suisse La diagonale du fou.

## Naissances
- 6 janvier : Zviad Izoria[33]
- 14 janvier : Miloš Perunović[34], GMI et champion de Serbie
- 25 mars : Elena Partac[35], GMF moldave
- 29 mars : Mark Paragua[35], GMI philippin
- 23 avril : Alexandra Kosteniouk[36], championne du monde féminine

## Nécrologie
- En 1984 : Oluf Kavlie-Jørgensen (en), Graham Russell Mitchell (en), Max Blau (en)
- 1er janvier : Zdravko Milev (en)
- 4 février : Albert Pinkus (en)
- 10 février : Jose Thiago Mangini (en)
- 8 mars : José María Cristiá (en)
- 13 mars : François Le Lionnais
- 16 mars : Reginald Bonham (en)
- 22 mars : Comins Mansfield
- 26 mars : Octávio Trompowsky, Holger Norman-Hansen
- 4 avril : Mijo Udovčić
- 17 mai : Albert Becker
- 18 mai : Moises Aron Kupferstich (en)
- 11 juin : Ozren Nedeljković (en)
- En juillet : Jiří Pelikán (en)
- 29 juillet : Jacobo Bolbochán
- 11 août : Paul Felix Schmidt
- 13 août : Tigran Petrossian
- 31 août : Moshe Czerniak
- 4 septembre : Fedor Bogatyrtchouk
- 6 septembre : Zigfrīds Solmanis (en)
- 9 novembre : Jindřich Fritz
- 10 novembre : Friedrich Nürnberg (en)